# Àmon Sûl
En l'obra de J. R. R. Tolkien, Àmon Sûl (en síndarin "Pica del Vent") o la Pica del Temps és un turó a la regió d'Èriador de la Terra Mitjana, el pic més alt i meridional dels Serrats del Temps. El turó és d'una gran importància en la història de la Terra Mitjana, tal com s'explica en El Senyor dels Anells, ja que era una fortalesa important del regne d'Arthedain, casa d'un dels set palantíri, i el lloc de diverses batalles.

## Literatura
Àmon Sûl està a l'est de Bree, a la Gran Carretera de l'Est, a mig camí entre La Comarca i Rivendell. La muntanya té una altura d'uns 300 metres per sobre de la terra dels voltants, i era una torre de vigilància de l'antic regne d'Àrnor. La torre i la fortificació van ser destruïdes l'any 1409 de la Tercera Edat del Sol, però la part superior encara és plana i envoltada d'un anell de pedres. Originalment, la torre guardava un dels ser palantíri.
Àmon Sûl és esmentat a El hòbbit després que els nans fugin dels wargs i els orcs, i és l'escenari d'una escena d'El Senyor dels Anells.

### Torre d'Amon Sûl
La Torre d'Àmon Sûl és una torre de vigilància a sobre del turó d'Àmon Sûl. Havia sigut alta, però al final de la Tercera Edat només en quedaven les ruïnes. La Torre d'Àmon Sûl va ser construïda per Eléndil en els primers dies del regne d'Àrnor, el qual va ser fundat l'any 3320 de la Segona Edat. En aquell temps, els set palantíri van ser repartits i col·locats en parts diferents de Góndor i Àrnor. El més gran i més potent palantír en el Nord va ser guardat en la Torre d'Àmon Sûl. La Pedra d'Àmon Sûl era la que s'utilitzava més per comunicar-se amb Góndor.

## Adaptacions
El turó i la torre d'Àmon Sûl apareixen en adaptacions de pel·lícula d'El Senyor dels Anells com la pel·lícula d'animació de Ralph Bakshi (1978) la triologia de Peter Jackson (2001-2003). Tot i que en el llibre només hi ha un anell de pedres, en la pel·lícula de Peter Jackson és representat amb unes construccions més grans: unes parets de pedra amb escales i una sèrie de monuments envoltant-lo. Això va ser filmat en un conjunt d'estudi. L'aproximació a Àmon Sûl per Àragorn i els hòbbits en El Senyor dels Anells: La Germandat de l'Anell va ser filmada en una granja de Nova Zelanda.
Àmon Sûl també apareix en El Hobbit: Un Viatge Inesperat quan una banda d'orcs dirigits per Azog acampen al turó mentre estan buscant el grup de nans per venjar-se després de la batalla de les Portes de Mòria.
La torre d'Àmon Sûl és també present en diverses adaptacions de videojocs, com The Fellowship of the Ring, Conquest, Lord of the Rings Online i The Battle for Middle-earth II (en un mapa de bonificació, disponible únicament en l'edició de col·leccionista).